# Annika Olsen

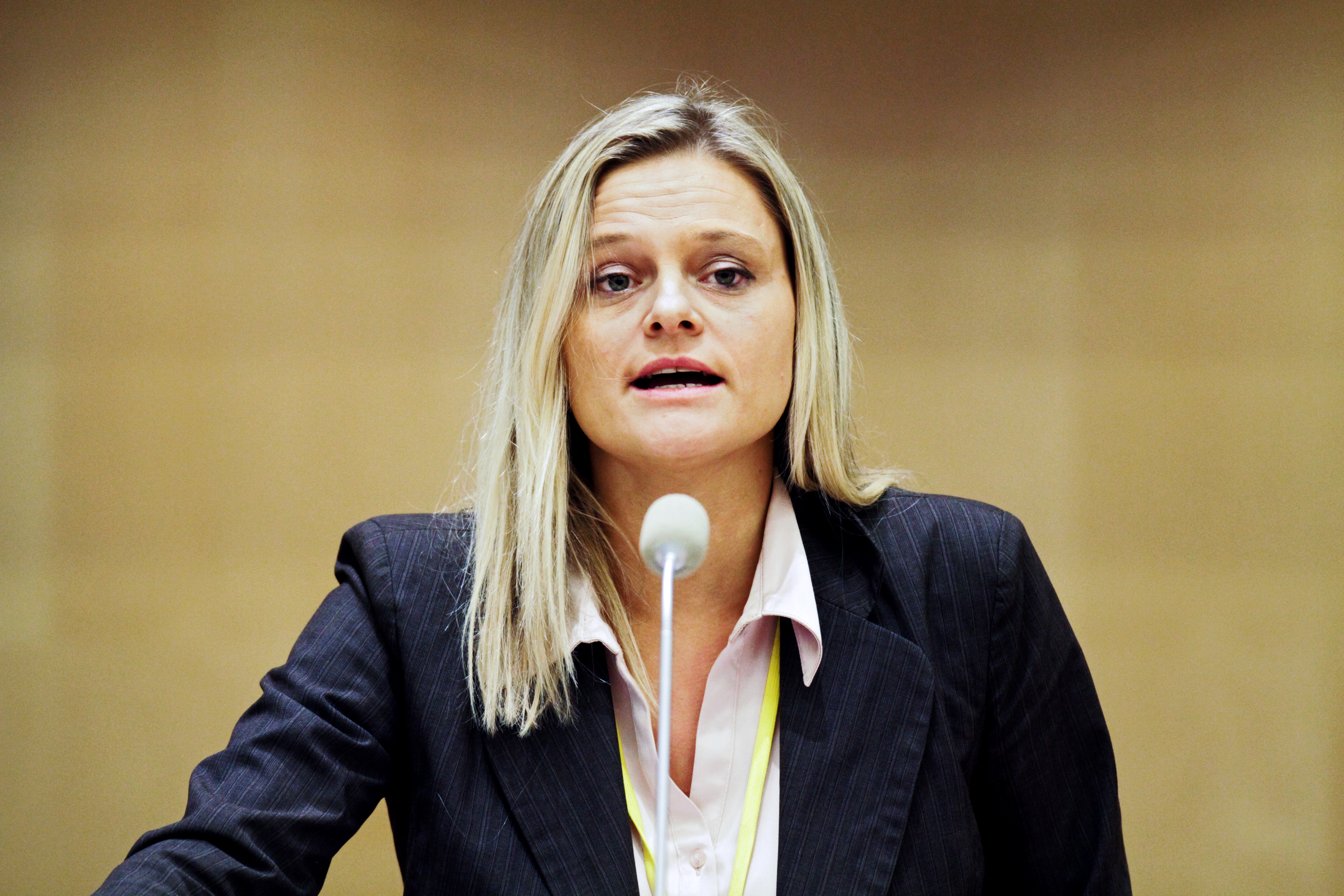
Annika Olsen

Annika Olsen (* 13. März 1975 in Tórshavn) ist eine färöische Politikerin und Parlamentsabgeordnete des Fólkaflokkurin. Am 30. Dezember 2016 wurde sie zur Bürgermeisterin der Hauptstadtgemeinde Tórshavn gewählt.
Die langjährige Politikerin war von 2008 bis 2011 Innenministerin und von 2011 bis 2015 Sozialministerin sowie stellvertretende Ministerpräsidentin ihres Landes. Im September 2015 trat sie aus dem Fólkaflokkurin aus, wurde kurz danach für wenige Tage Mitglied der Fortschrittspartei Framsókn um anschließend bis Anfang Februar 2016 als unabhängige Abgeordnete im Parlament zu sitzen. Seit dem 4. Februar 2016 ist sie wieder Mitglied und Abgeordnete des Fólkaflokkurin. In ihrer Zeit als Schwimmsportlerin gehörte sie der färöischen Landesauswahl an.

## Ausbildung und Beruf
Annika Olsen studierte Dänische Sprache und Literatur sowie Religion. Sie schloss ihr Studium als cand.mag. ab, dazu als exam.art mit Nebenfach Färöische Sprache und Literatur.
Nach ihrem Studium arbeitete sie mehrere Jahre als Lehrerin.
Von 2001 bis 2007 unterrichtete sie an der färöischen Handelsschule (Føroya Handilsskúli) und von 2007 bis 2008 sowohl am Føroya Studentaskúli og HF-skeið in Hoydalar als auch am Føroya Læraraskúli in Tórshavn.

### Politik
Von 2004 bis 2008 saß Annika Olsen im Tórshavner Stadtrat.
Bei der färöischen Parlamentswahl am 19. Januar 2008 wurde sie mit 520 persönlichen Stimmen als Abgeordnete des Fólkaflokkurin erstmals in das Løgting gewählt. Annika Olsen war von September 2008 bis April 2011 Innenministerin. Von April bis Oktober 2011 saß sie als Abgeordnete im Parlament sowie im Kulturausschuss.
Bei der Løgtingswahl im Herbst 2011 wurde sie mit 1.344 persönlichen Stimmen erneut ins Parlament gewählt. Dies war das beste Ergebnis innerhalb ihrer Partei und das zweitbeste Ergebnis bei allen Parteien. Lediglich Kaj Leo Johannesen erhielt noch mehr Stimmen.
Sie war dann von November 2011 bis September 2015 Sozialministerin sowie stellvertretende Ministerpräsidentin ihres Landes.
Bei der Løgtingswahl am 1. September 2015 wurde sie mit 961 persönlichen Stimmen wiedergewählt. Dies war innerhalb ihrer Partei knapp hinter Jacob Vestergaard das zweitbeste Ergebnis.
Gut eine Woche nach der Wahl zum Løgting trat sie am 9. September 2015 überraschend aus dem Fólkaflokkurin aus. Nach gut einer Woche als unabhängige Abgeordnete trat Annika Olsen am 17. September dann in die Fortschrittspartei Framsókn ein. Bei der anschließenden Verteilung der Sitze in den Parlamentsausschüssen erhielt sie als Vorsitzende des Finanzausschusses den wichtigsten Posten.
Da Poul Michelsen, der Vorsitzende von Framsókn, als Minister kein Stimmrecht im Parlament hat, gehörte Annika Olsen neben Ruth Vang und Hanna Jensen nun einer dreiköpfigen Parlamentsfraktion im Løgting an, die sich ausschließlich aus Frauen zusammensetzte.
Nur drei Tage nach ihrem Eintritt teilte sie am 20. September 2015 mit, dass sie mit sofortiger Wirkung aus der Fortschrittspartei ausgetreten sei und ebenfalls den Vorsitz im Finanzausschuss niedergelegt habe. Als Begründung für ihren Schritt gab sie an, dass in den zurückliegenden Tagen starker Druck auf ihr gelastet habe und dass die Bedenkzeit für den Parteiwechsel zu kurz gewesen sei. Sie könne dies ihren Wählern gegenüber nicht mehr rechtfertigen. Weiterhin teilte sie mit, dass sie beim Parlament eine Bitte um zeitweise Beurlaubung eingereicht habe.
Am 4. Februar 2016 teilte der Fólkaflokkurin auf einer Pressekonferenz mit, dass Annika Olsen der Partei wieder als Mitglied angehöre. Zuvor hatte eine Mehrheit innerhalb des Fólkaflokkurin dem Wiedereintritt der seit September 2015 unabhängigen Abgeordneten zugestimmt.
Bei den Kommunalwahlen am 8. November 2016 wurde sie in den Stadtrat von Tórshavn gewählt und konnte sich bei der Wahl zum Bürgermeister mit sieben Stimmen gegen den langjährigen Amtsinhaber Heðin Mortensen durchsetzen, der nur sechs Stimmen erhielt. Seit dem 1. Januar 2017 übt sie das Amt als Bürgermeisterin aus.

## Familie
Annika Olsen ist die jüngste Tochter des Lehrerehepaars Jákup Olaf und Marna Olsen aus Vágur, Suðuroy. Ihr Vater war ebenfalls Politiker. Er saß von 1994 bis 1998 als Abgeordneter des Kristiligi Fólkaflokkurin im Løgting und wechselte später zum Fólkaflokkurin.
Annika Olsen wuchs in Vágur auf. Sie ist mit Jacob Horn Nielsen verheiratet und das Paar hat zwei Kinder.